# Vemaster sudatlanticus
Vemaster sudatlanticus es una especie de estrella de mar de la familia Asterinidae, descrita por Irene Bernasconi, bióloga marina argentina, en 1965. Es la única especie de su género Vemaster.